# 马塔努斯卡冰川

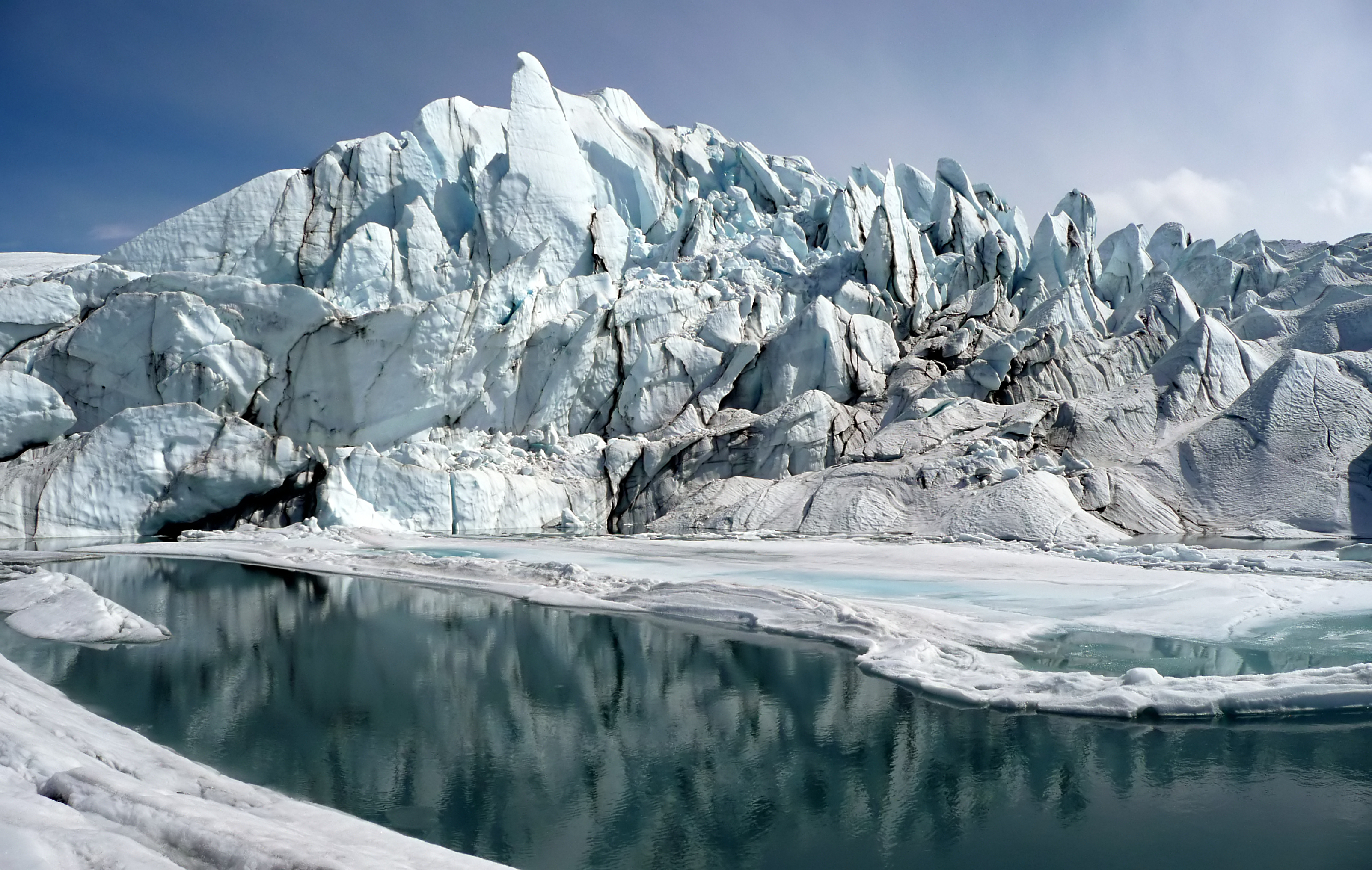
马塔努斯卡冰川

马塔努斯卡冰川（Matanuska Glacier）是美国阿拉斯加州的一个山谷冰川。长27英里（43），宽4英里（6.4），是美国可以驾车抵达的最大的冰川。它的冰川终点是马塔努斯卡河的源头。它的位置靠近格伦公路，距离安克雷奇东北部约100英里（160）。马塔努斯卡冰川每天流量约1英尺（30）。由于低处的冰川消融，截至2007年，在过去的30年，冰川末端位置变化不大。

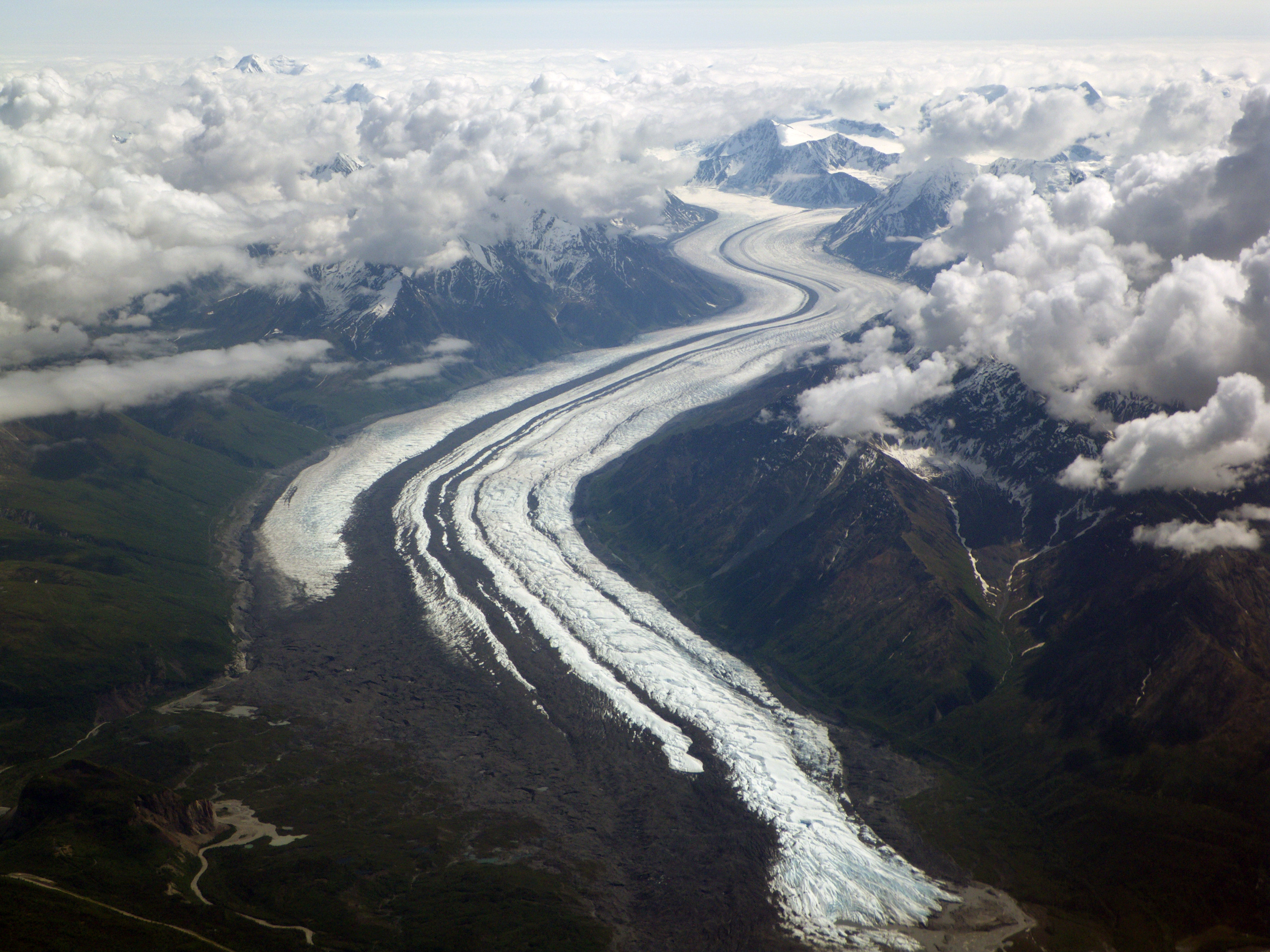
6100米高空俯拍马塔努斯卡冰川

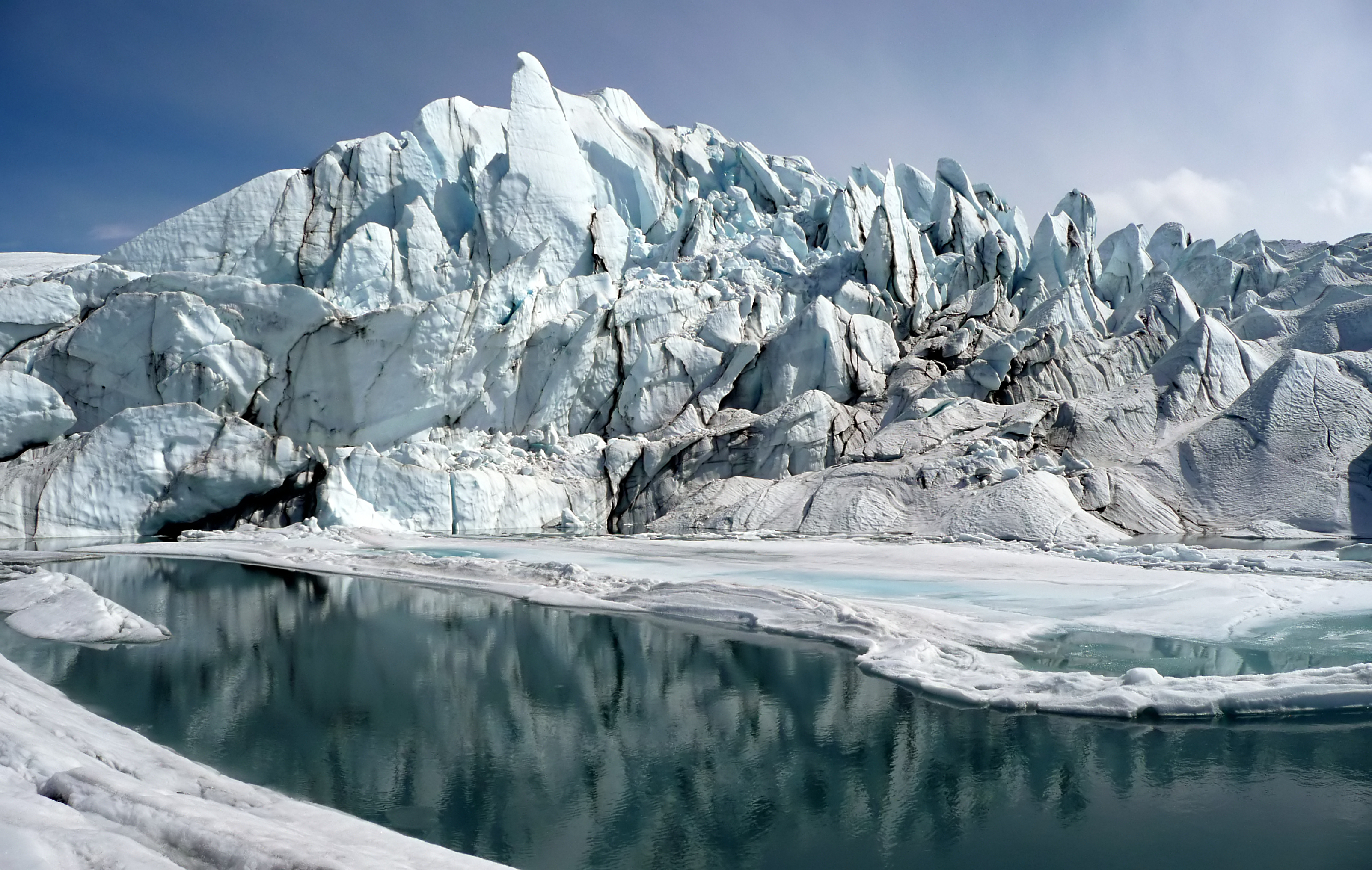
马塔努斯卡冰川终点